# 24-й округ департамента Нор
24-й избирательный округ департамента Нор существовал до 2012 года и включал шесть кантонов округа Авен-сюр-Эльп: Авен-сюр-Эльп-Нор, Авен-сюр-Эльп-Сюд, Ландресье, Отмон, Сольр-ле-Шато, Трелон. Общая численность населения по данным Национального института статистики за 2008 г. — 89 717 чел.
С 2012 г. округ упразднён.
|  | Начало срока      | Конец срока       | Депутат      | Партия                             |
|  | ----------------- | ----------------- | ------------ | ---------------------------------- |
|  | 26 июня 2007 г.   | 17 июня 2012 г.   | Жан-Люк Пера | Социалистическая партия            |
|  | 19 июня 2002 г.   | 25 июня 2007 г.   | Марсель Деу  | Социалистическая партия            |
|  | 12 июня 1997 г.   | 18 июня 2002 г.   | Марсель Деу  | Социалистическая партия            |
|  | 02 апреля 1993 г. | 21 апреля 1997 г. | Ален Пуайяр  | Объединение в поддержку Республики |
|  | 23 июня 1988 г.   | 01 апреля 1993 г. | Марсель Деу  | Социалистическая партия            |
|  | 02 апреля 1986 г. | 14 мая 1988 г.    | Марсель Деу  | Социалистическая партия            |
|  | 02 июля 1981 г.   | 01 апреля 1986 г. | Марсель Деу  | Социалистическая партия            |

## Результаты выборов
|  | Кандидат     | Партия | Кол-во голосов | % голосов |
|  | ------------ | ------ | -------------- | --------- |
|  | Жан-Люк Пера | СП     | 19 918         | 53,15     |
|  | Ален Пуайяр  | СНД    | 17 554         | 46,85     |

|        | Кандидат                 | Партия | Кол-во голосов | % голосов |
| ------ | ------------------------ | ------ | -------------- | --------- |
|        | Ален Пуайяр              | СНД    | 14 191         | 39,62     |
|        | Жан-Люк Пера             | СП     | 10 804         | 30,17     |
|        | Ален Берто               | ФКП    | 3141           | 8,77      |
|        | Жан-Люк Дюотуа           | НФ     | 2487           | 6,94      |
|        | Мари-Одиль ван ден Босше | СФД-ДД | 1663           | 4,64      |
| Прочие | Прочие                   | Прочие |                | менее 4 % |